# Deirdre en de zonen van Usnach

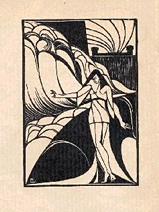
Deirdre (door Bernard Essers)

Deirdre en de zonen van Usnach is een prozaverhaal geschreven door A. Roland Holst. Het boek werd voor het eerst gepubliceerd in 1916 in het meinummer van De Gids, een literair tijdschrift. In 1920 verscheen de eerste druk.
Het boek is gebaseerd op Keltische mythologie. Adriaan Roland Holst was een symbolist en in het boek zijn dan ook vele symbolische elementen verwerkt. Het boek is poëtisch geschreven.
Het verhaal gaat over Deirdre, een vrouw. Zij is de draagster van het noodlot dat ondergang zal brengen over de heersers van het Ierse rijk.

## Recensies
In het Algemeen Handelsblad van 15 november 1930 stond een recensie van het boek, geschreven door Maurits Uyldert. Eind 1978 publiceerde ook Bert Bakker in de Amersfoortse Courant een recensie van Deirdre.